# منهج السالكين وتوضيح الفقه في الدين
 منهج السالكين وتوضيح الفقة في الدين  هو الكتاب في الفقه ألفه الشيخ أبو عبد الله، عبد الرحمن بن ناصر بن عبد الله بن ناصر بن حمد آل سعدي (المتوفى: 1376هـ).